# Corpse Party
Corpse Party (コープスパーティー?, Kōpusu Pātī) è una serie di videogiochi d'avventura survival horror dōjin soft ideata da Makoto Kedouin e sviluppata, soprattutto, dal Team GrisGris.

## Trama
La storia dei giochi è ambientata e si concentra nella Heavenly Host (天神小学校?, Tenjin Shōgakkō), una scuola elementare che è stata resa famosa dalla morte e dalla sparizione di numerosi studenti e insegnanti. Un'altra scuola, la Kisaragi Academy (如月学園?, Kisaragi Gakuen), è stata costruita nel posto in cui un tempo sorgeva la scuola elementare. Una sera, dopo il festival culturale, una ragazza della Kisaragi (Ayumi Shinozaki) sta raccontando ai suoi amici storie di fantasmi 'al lume di candela' relative alla vecchia scuola. Ad un certo punto, tuttavia, a causa di un misterioso e violento terremoto vengono trasportati in un'altra dimensione, in cui la scuola Heavenly Host esiste ancora, ed è infestata da fantasmi e spiriti che vi hanno perso la vita. Il giocatore controlla il gruppo di studenti e deve tentare di farli sopravvivere alla collera delle forze sovrannaturali che infestano la scuola, e trovare il modo di tornare al mondo reale

## Titoli della serie

### Titoli principali
Il titolo originale, il primo della serie, è CORPSE-PARTY, conosciuto anche coi nomi CORPSE-PARTY PC-98 (abbreviato anche in CP98) o, esclusivamente in Giappone, Dante98. Il gioco è stato sviluppato dalla KENIX SOFT tramite motore grafico "RPG Tsukūru Dante98" per NEC PC-9801 ed è stato pubblicato per la prima volta il 22 aprile 1996. I personaggi del gioco sono solo 6: oltre che il gruppo di studenti della Kisagari Academy che in seguito ad un terremoto finiscono nella dimensione maledetta della Heavenly Host (Ayumi Shinozaki, Satoshi Mochida, Naomi Nakashima, Yoshiki Kishinuma, Yuka Mochida), vi è l'antagonista Sachiko (che viene indicata solo col suo cognome, Shinozaki, e durante il gioco verrà definita "La ragazza vestita di rosso" e Red Girl) che tenterà di ucciderli. Il giocatore dovrà, dunque, guidarli per i corridoi della scuola, piena di corpi e spiriti, sfuggendo alle trappole e i tentativi di ucciderli dei nemici, e ritornare alla loro dimensione.
Il gioco ha ottenuto subito un notevole successo, ed alcuni fan hanno deciso nel corso degli anni di produrne remake o nuovi titoli ambientati sempre nello stesso universo del titolo originale. CORPSE PARTY -Rebuilt- (コープスパーティー rebuilded?, Kōpusu Pātī ribirudeddo ) è il remake di CORPSE-PARTY, sviluppato tramite RPG Maker XP, creato da un anonimo utente che, con il permesso del Team GrisGris, è stato pubblicato per la prima volta in Giappone il 25 gennaio 2011. È molto fedele al titolo originale, rispetto al quale ha apportato poche aggiunte e miglioramenti, soprattutto grafici e nelle meccaniche di gioco.
Precedentemente, sempre con RPG Maker XP, è stato creato e sviluppato da due utenti, Noraenu e Sanmaru, CORPSE-PARTY ZERO (コープスパーティーZERO (ゼロ)?, Kōpusu Pātī ZERO (Zero)), pubblicato per la prima volta il 4 giugno 2007. Il titolo funge da prequel del titolo originale, e narra le vicende di due personaggi solo accennati in quest'ultimo, le sorelle Kaori e Shiho Hasegawa, che dopo essersi ritrovate improvvisamente nella Heavenly Host in seguito ad un terremoto, tentano di scappare e ritornare nel loro mondo. Makoto Kedouin, ammirando il lavoro svolto dai fan, ha in seguito introdotto i due personaggi nei giochi successivi della serie.
Nello stesso anno, infatti, il Team GrisGris ha prodotto il remake ufficiale del titolo originale, con Corpse Party: NewChapter (コープスパーティー NewChapter?, Kōpusu Pātī NewChapter ), uscito esclusivamente per dispositivo mobile per la prima volta il 27 giugno. Il gioco, che ha introdotto molte novità nella trama e aggiunte alla lista di personaggi. Oltre che nel gruppo di studenti della Kisaragi Academy, che arriverà a 9 persone, con l'aggiunta di Seiko Shinohara, Mayu Suzumoto, Sakutaro Morishige e la giovane professoressa d'inglese Yui Shishido, compaiono nuovi studenti provenienti da scuole diverse, come Yuuya Kizami e Naho Saenoki, e nuovi antagonisti come il trio di fantasmi bambini (Yuki Kanno, Ryou Yoshizawa e Tokiko Tsuji) e Yoshikazu Yanagihori, il braccio destro dell'antagonista principale, Sachiko Shinozaki. Il gioco è rimasto, tuttavia, incompleto, concludendosi con il Capitolo 4 (tra l'altro uscito il 26 dicembre 2007, qualche tempo dopo l'uscita dei precedenti capitoli).
La versione completa del gioco è arrivata l'anno successivo, con Corpse Party: Blood Covered (漫画：コープスパーティー BloodCovered?, Kōpusu Pātī BuraddoKabā), abbreviato semplicemente in Corpse Party, uscito per Microsoft Windows. Il titolo è stato pubblicato in Giappone in varie uscite per tutti i 5 capitoli che lo compongono, dall'8 marzo 2008 fino al 28 luglio del 2011. Ha raggiunto, invece, il mercato americano solo il 25 aprile 2016 grazie anche al contributo della XSEED Games. La trama, la stessa di NewChapter, inizia col gruppo degli studenti della Kisaragi Academy che, dopo essersi riuniti nella propria classe per raccontarsi storie di paura, decidono di partecipare ad un rito magico, il Sachiko Everafter, a causa del quale, successivamente, si scatena un violento terremoto che spedisce il gruppo in una dimensione alternativa dove vi è la Heavenly Host, e gli studenti sono separati tra loro da una serie di dimensioni diverse, sovrapposte tra loro. Rispetto alla versione mobile sono stati apportati numerosi cambiamenti e miglioramenti, soprattutto nella grafica e con l'ampliamento delle mappe dei luoghi della scuola, e varie aggiunte, le più importanti dei quali sono le voci dei doppiatori dei personaggi e i cosiddetti Wrong End, finali negativi in cui si può incappare durante i capitoli che, a differenza dei comuni game over, non sono quasi mai immediati, e il giocatore capirà di star andando incontro ad un "Wrong End" solo dopo una lunga serie di eventi negativi e irreversibili.
Successivamente il gioco è stato convertito anche per PlayStation Portable e iOS con il titolo di Corpse Party: Blood Covered Repeated Fear (コープスパーティー ブラッドカバー リピーティッドフィアー?, Kōpusu Pātī BuraddoKabā Ripītiddo Fiā). Pubblicato per la prima volta da PlayStation Network dalla XSEED Games in America il 22 novembre 2011 e in Europa il 14 dicembre dello stesso anno, ha raggiunto il mercato giapponese, grazie alla 5pb., il 19 gennaio 2012; la versione iOS è stata distribuita, invece, dapprima in patria il 9 febbraio 2012, ed ha raggiunto il mercato americano ed europeo solo il 14 agosto 2014. Rispetto alla versione per PC, Repeated Fear presenta migliorie grafiche, soprattutto nell'aspetto fisico dei personaggi, e nella qualità dei suoni e le voci dei doppiatori.
Sempre dello stesso gioco è stato, inoltre, annunciato un'ulteriore trasposizione, stavolta per Nintendo 3DS, con ulteriori modifiche grafiche e negli effetti visivi. In Giappone è previsto la sua uscita a partire dal 30 luglio 2016, ed anche per il mercato americano è stata annunciata l'uscita per l'estate dello stesso anno (anche se la data non è stata ancora specificata) tramite un'edizione limitata, la "Back to School", che oltre al gioco offrirà al giocatore ulteriori premi.
Corpse Party: Blood Covered è il primo titolo di una trilogia che ha come suo sequel Corpse Party: Book of Shadows  (コープスパーティー ブラッドドライブ?, Kōpusu Pātī Bukku obu Shadōzu). È stato pubblicato per PSP dapprima in Giappone, tramite la 5pb., l'8 gennaio 2013, poi una settimana dopo, grazie ancora alla XSEED Games, ha raggiunto l'America, ed infine, il 23 gennaio, anche l'Europa. Il gioco si differenzia molto rispetto a tutti gli altri titoli della serie, abbandonando la grafica e le meccaniche di gioco di un videogioco di ruolo, e assumendo quelle di una visual novel. Gran parte dei capitoli di gioco, inoltre, fungono da sequel a ciò che accade in una delle Wrong End di Blood Covered, in cui Sachiko fa tornare indietro nel tempo il gruppo di studenti, facendo perdere loro la memoria (ad eccezione di Satoshi) e costringendoli a ripetere la stessa giornata. Altri capitoli approfondiscono le vicende di alcuni personaggi, raccontando eventi antecedenti a quelli del primo gioco, e le azioni compiute nella Heavenly Host da alcuni di essi non raccontate in quest'ultimo.
Il capitolo extra "Blood Drive" (sbloccabile dopo aver completato tutti gli altri capitoli di gioco) è il seguito effettivo agli eventi canonici di Blood Covered, e le vicende che accadono durante lo stesso servono inoltre da prequel dell'omonimo terzo ed ultimo titolo principale della saga: Corpse Party: Blood Drive  (コープスパーティー ブラッドドライブ?, Kōpusu Pātī Buraddo Doraibu). Il titolo è uscito per la prima volta, in Giappone, il 24 luglio 2014 e, in seguito alla localizzazione, arrivato in America il 13 ottobre 2015 e in Europa (e Australia) una settimana dopo. Blood Drive riprende lo stile RPG del primo titolo, apportando però tante novità stilistiche e grafiche, con i personaggi resi in 3D, e modifiche e novità al gameplay, ed introduce nuovi personaggi, molti dei quali comparsi precedentemente in altri titoli della serie.

### Spin off
Oltre ai tre titoli della serie, vi sono degli spin off che, pur svolgendosi nello stesso universo, si allontanano dalle vicende principali:
Corpse Party -THE ANTHOLOGY- Sachiko's Game of Love ♥ Hysteric Birthday 2U   (コープスパーティー -THE ANTHOLOGY- サチコの恋愛遊戯♥Hysteric Birthday 2U?, Kōpusu Pātī -ZA ANSOROJĪ- Sachiko no Ren'ai Yūgi♥Hisuterikku Bāsudē Tū Yū), conosciuto semplicemente col titolo Corpse Party 2U, è un videogioco per PSP pubblicato esclusivamente in Giappone grazie alla 5pb. e la MAGES per la prima volta il 2 agosto 2012. Il gioco, che riprende le meccaniche di gioco e la grafica da visual novel di Book of Shadows, è una sorta di parodia dai toni molto più umoristici e leggeri rispetto a quelli dei titoli principali. La trama si concentra su Sachiko che, giunto il suo compleanno, decide di riunire tutti gli studenti intrappolati nella Heavenly Host e li costringe ad unirsi al suo party, ordinando loro di organizzare una commedia romantica e partecipare ad altri giochi. Oltre che quelli già apparsi e presenti in Blood Covered e Book of Shadows, vengono introdotti nuovi personaggi come Satsuki Mizuhara, Aiko Niwa, Haruyuki Inumaru e Azusa Takai (che, come già detto, compaiono successivamente anche in Blood Drive)
Sempre esclusivamente in giapponese è stato ideato dal gruppo GrindHouse (che racchiude molti membri del Team GrisGris) Corpse Party 2: Dead Patient  (コープスパーティー2 デッドペイシェント?, Kōpusu Pātī Tsū Deddo Peishento), e l'unico capitolo di cui è composto è uscito per PC per la prima volta il 29 marzo 2013, per poi ricevere un rifacimento il 1º settembre. Le vicende di gioco si svolgono nello stesso universo della serie principale, e cronologicamente si pongono come seguito degli eventi nella Heavenly Host (la storia inizia 5 anni dopo la fine delle vicende di Corpse Party: Blood Drive). Il titolo, a differenza degli altri, non è più ambientato all'interno della scuola maledetta, ma racconta le vicende della protagonista Ayame Itou, una studentessa che, priva di memorie anche sulla sua stessa identità, si ritrova intrappolata nel  Amare Patriarcha Crucis Hospital, un ospedale abbandonato. Assieme agli altri pazienti rinchiusi lì, deve cercare indizi e scoprire i misteri per poter scappare da lì, ed evitare di venire uccisa dagli zombie e le altre entità che infestano l'edificio. Corpse Party 2: Dead Patient conserva le stesse meccaniche di gioco da survival horror e videogioco d'avventura dei suoi predecessori, e presenta lo stesso stile grafico in 3D degli ambienti di gioco e dei personaggi di Blood Drive.

## Personaggi
In Corpse Party PC-98, prima versione del gioco (dal quale è stato tratto un remake chiamato Corpse Party -Rebuilt-), i personaggi presenti erano solo sei (l'antagonista Sachiko e cinque studenti della Kisaragi Academy che devono scappare dalla Heavenly Host: Satoshi Mochida, la sorella Yuka, Naomi Nakashima, Yoshiki Kishinuma ed Ayumi Shinozaki). Successivamente sono stati introdotti non solo nuovi membri al gruppo dei protagonisti del gioco, ma anche nuovi antagonisti e personaggi secondari e di contorno alla storia, perlopiù studenti di altre scuole.

### Kisaragi Academy
Satoshi Mochida (持田智史?, Mochida Satoshi)
Doppiato da: Hiro Shimono
Ragazzo diciassettenne, appartenente alla classe 2-9 della Kisaragi Academy Senior High, dai capelli corti e, come gli occhi, castani; egli indossa parte della sua divisa (una camicia bianca su una maglietta blu, un pantalone grigio e scarpe bianche). Egli viene descritto come un ragazzo gentile, di buon cuore che, nonostante la timidezza, comunque ha un carattere che lo fanno figurare come una sorta di leader per gli altri ragazzi. Viene, inoltre, detto che odia le storie di paura ed ha un carattere molto pavido, e ciò viene esplicitato quando si dimostra leggermente restio inizialmente a compiere il rito; nonostante ciò durante Corpse Party: Blood Covered troverà un gran coraggio dentro di sé per cercare di ritrovare i suoi amici, intrappolati nella Heavenly Host, e per rassicurare Yuka e Naomi (per la quale egli prova un forte sentimento) quando queste saranno spaventate o si lasceranno andare al panico. Curiosamente durante il gioco si vedrà come per Satoshi, oltre Naomi (che quindi contraccambia i suoi sentimenti), anche Ayumi e perfino la sorella proveranno qualcosa. Dopo il prologo del primo capitolo comparirà negli ultimi tre come principale personaggio giocabile, mentre invece in Corpse Party: Book of Shadows egli comparirà in maniera ininfluente solo all'inizio del 1º capitolo Seal (quando, in seguito ad una delle Wrong Ends di Blood Covered, ripeterà il giorno e tenterà di fermare i compagni dal compiere il rito cercando, inutilmente, di metterli in guardia sul rischio) e nel 3º capitolo Encounter (in cui egli si recherà a casa della sua prof Shishido per portarle alcune note di scuola e quella, febbricitante, lo tratterrà in casa scambiandolo per Tsukasa Mikuni, prima di addormentarsi; così il giovane, vedendo le condizioni della prof, decide di andare in cucina e prepararle del porridge).
Nell'OAV Corpse Party Tortured Soul morirà poiché solo le sue braccia ritornano nella dimensione normale.
Naomi Nakashima (中島直美?, Nakashima Naomi)
Doppiata da: Rina Satō
Compagna di classe e amica di Satoshi da quando erano nella Junior High, e del quale, inoltre, lei è segretamente innamorata. In Corpse Party -Rebuilt- viene raffigurata con capelli neri, lisci che le arrivano quasi sulle spalle, occhi rossi, ed indossa un'uniforme blu a maniche corte, il colletto legato con un fiocco rosso, calze bianche e scarpe rosse, mentre nelle successive versioni del gioco sarà una ragazza sedicenne dai capelli e occhi castani e che indossa la divisa femminile della propria scuola: abito beige, con colletto di colore blu (legato con un fiocco giallo), come la gonna a pieghe e i polsini, calzini neri e scarpe bianche. Ella ha perso il padre qualche anno prima e vive, quindi, da sola con la madre; inoltre si viene a sapere che le piacciono i gatti (da bambina ne possedeva uno) e i bambini, e vorrebbe diventare un'infermiera. Naomi è generalmente una persona positiva, allegra ed alquanto testarda, una sorta di maschiaccio, che spesso sente il bisogno di farsi carico di tutto ciò in cui è coinvolta, che la spinge ad avere tante discussioni con l'amico Satoshi; questo comportamento nasconde un suo lato più “femminile” a cui piace fare shopping e curarsi di se stessa come le altre ragazze della sua età, che si manifesta ogni volta che gioca con la sua migliore amica Seiko Shinohara. Tuttavia ella tende a lasciare che le sue emozioni influiscano le sue azioni, ed in tali casi, è incline a comportarsi come una bambina viziata che piange, si lamenta, e si scaglia contro tutti intorno a lei e, pur essendone consapevole, ha estrema difficoltà a trattenersi dall'agire così, e così, ogni volta che riprende il controllo di se stessa, è colta dai sensi di colpa. Tale comportamento lo si vede nel primo capitolo di Blood Covered, per il quale essa si accanisce e litiga con Seiko; successivamente poi, sentendosi in colpa, andrà alla ricerca dell'amica per scusarsi e scoprirà che ella si è impiccata in uno dei bagni della Heavenly Host. La morte dell'amica sconvolgerà la ragazza e la indurrà per tutto il resto del gioco a vivere con un macerante senso di colpa per la scomparsa della stessa e, ripensandola, a piangere frequentemente, arrivando quasi a suicidarsi (all'inizio del quarto capitolo) e riuscirà ad andare avanti solo grazie al supporto morale di Satoshi. Ma quando alla fine del gioco verrà a scoprire che è stata lei stessa, impossessata dall'Oscurità, ad uccidere Seiko, inizierà quindi a perdere la propria forza di vivere e si lascerà attraversare dalla massa oscura, finché, ormai quasi svenuta, verrà salvata proprio dall'amica che le manderà frequentemente un messaggio in cui le dice che non le serba rancore e che vuole che lei si salvi e riesca a scappare dalla Heavenly Host. Tornata al mondo reale, in Corpse Party: Book of Shadows si vede come ella è divenuta molto fragile e instabile mentalmente, poiché nessuno ricorda Seiko, la cui esistenza è stata eliminata insieme a quelle degli altri compagni morti nella scuola maledetta, e nessuno le crede quando parla di lei. In tale gioco ella apparirà nel primo capitolo Seal in cui, rivivendo la giornata, tenterà di salvare, inutilmente, Seiko dal suo triste destino, e successivamente nel capitolo extra Blood Drive, in cui, giunge nella casa dove viveva l'amica per mostrare ai fratelli di quest'ultima una sua foto e cercare di far ricordare loro la sua esistenza, viene raggiunta e fermata da Ayumi, che le propone di intraprendere un viaggio in cerca della casa di Sachiko, per trovare un modo per restituire perlomeno il ricordo dell'esistenza degli amici morti nella Heavenly Host.
Ayumi Shinozaki (篠崎あゆみ?, Shinozaki Ayumi)
Doppiata da: Asami Imai
La rappresentante della classe 2-9 e colei che ha ideato il rito Sachiko Ever After. In Corpse Party -Rebuilt- viene raffigurata con capelli neri con due grandi trecce tenute con degli elastici per capelli rosa, occhi arancioni, ed indossa un'uniforme blu a maniche corte, il colletto legato con un fiocco rosso, una gonna blu, lunghi calzini bianchi e scarpe rosse, e viene detto che essa è una ragazza a cui piace dire storie di paura per spaventare le persone, ma anche per celare le sue reali paure; nei successivi Corpse Party il carattere del personaggio verrà arricchito e maggiormente particolareggiato. Ayumi sarà una ragazzina diciassettenne di bassa statura, con gli occhi azzurri e lunghi capelli blu (il suo sprite, però, ha i capelli castani) raccolti in due trecce da elastici per capelli rossi, e che indossa la stessa divisa di Naomi. Ella è una ragazza dal carattere duro, odia stare da sola, è anemica, ed ha una personalità inquietante quando si tratta di argomenti occulti, di cui è fortemente appassionata. In realtà, però, è semplicemente una ragazza un po' pavida ed insicura, seppure si mostrerà molto coraggiosa quando deciderà di tornare nella Heavenly Host per salvare gli altri ragazzi rimasti bloccati lì. Ha una cotta per Satoshi Mochida, che ritiene l'unico ragazzo affidabile e che le rimarrebbe fedele (questo a causa della sua diffidenza verso gli uomini e, in misura minore, verso Yoshiki Kishinuma); proprio quest'ultimo sarà il suo unico compagno per quasi tutta la durata dell'avventura, e la aiuterà nei momenti in cui la ragazza perderà la testa e la sua mente sarà suggestionata dall'influsso negativo degli spiriti dei corpi per la scuola. Lei è anche insicura circa le sue ambizioni, scoraggiata da altri illustratori più esperti e va quindi spesso da sua sorella, Hinoe, esperta dell'occulto, o dall'insegnante Yui Shishido, per un consiglio e per avere conforto. Era un fan di Naho Saenoki, della quale leggeva sempre il blog e le sue opere fino ai recenti eventi nella Heavenly Host. In Blood Covered, ella apparirà in quasi tutto il gioco (eccetto il terzo capitolo) in cui ella dapprima, terrorizzata dalle orribili cose nella scuola e dai continui influssi negativi alla sua mente, tenterà in tutti i modi di cercare gli altri per poi fuggire dalla Heavenly Host, poi, una volta scoperta la verità intorno al rapimento dei bambini e fatto amicizia con il fantasma Yuki, cercherà un modo per liberare le anime di questi ultimi dalle pene della scuola. In Book of Shadows ella, dopo l'introduzione del primo capitolo, comparirà solo in quello successivo Demise, prima di comparire nel capitolo extra Blood Drive. In esso ella convincerà Naomi a seguirla verso la casa di Sachiko, in cerca di un modo per poter riportare nel mondo reale perlomeno il ricordo degli amici morti nella scuola; ella infatti noterà che le memorie su Naho e Kou Kibiki, nonostante questi abbiano seguito l'identico destino, sono ancora intatte e presenti. Giunti nel lugubre appartamento ella troverà una stanza segreta sotterranea dove dapprima, leggendo l'albero genealogico della famiglia di Sachiko, scopre di avere un legame di parentela con quest'ultima, poi, dietro ad un muro, troverà anche il Libro delle Ombre, dove troverà l'origine della Heavenly Host, e soprattutto, un incantesimo capace di resuscitare i morti. Le due, quindi, lo provano, tentando di resuscitare Mayu, ma esso fallirà miseramente e arriverà quasi, come ritorsione, ad uccidere le ragazze, salvate all'ultimo secondo solo da Hinoe, che poi la abbraccerà morendo mentre la tiene forte a sé.
Yoshiki Kishinuma (岸沼 良樹?, Kishinuma Yoshiki)
Doppiato da: Yūichi Nakamura
Studente della classe 2-9. In Corpse Party -Rebuilt- egli indossa una camicia bianca a maniche corte con sotto una maglia nera, pantaloni verde scuro e scarpe marroni ed ha i capelli neri, occhi di colore rosso con una tonalità leggermente di rosa scuro. Nelle versioni successive Yoshiki è un ragazzo di corporatura media, con occhi grigi, capelli biondo platino a spazzola, con indosso la tipica divisa della sua scuola (a differenza di Satoshi egli però porterà la giacca scura e, sotto l'abito bianco, una maglia rossa). Egli viene dipinto con l'aria del delinquente, incurante di niente e nessuno, ed incline a scoppi di frustrazione di fronte a situazioni difficili, e le sue azioni possono apparire fredde o anche egoiste per chi gli sta intorno; inoltre ha rischiato di essere espulso dalla scuola perché, come egli afferma, non trovava un motivo per continuare a frequentarla, e quindi è stato varie volte scoperto dai professori fumare nei bagni; egli però cambia idea quando conosce Ayumi, che lo convince a restare e a comportarsi bene, evitando di farsi cacciare. Oltre a ciò si vede come, durante il gioco, egli dimostrerà di avere un gran cuore ed un gran coraggio e, con il suo forte carattere, affronterà la terribile avventura nella Heavenly Host per rincontrare Satoshi, suo grande amico, e per scappare da quel posto maledetto assieme ad Ayumi, della quale egli è innamorato, anche se consapevole amaramente che quest'ultima ha una cotta per Mochida. Egli vive da solo, dopo essere stato cacciato di casa dai suoi genitori, e fa un lavoro part-time; viene inoltre detto che ha una sorella di nome Miki, che è l'unica che ha sempre mostrato per lui simpatia e affetto. In  Blood Covered  egli comparirà in quasi tutti i capitoli (eccetto il terzo), e alla fine del secondo egli verrà colpito da dietro con un martello da Yoshikazu, per poi ritornare sano e salvo durante il quarto; in Book of Shadows sarà presente solo nell'introduzione del primo capitolo, e nel secondo.
In Corpse Party Tortured Soul viene ucciso da Yoshikazu dopo aver tentato di salvare Yuka.
Seiko Shinohara (篠原 世以子?, Shinohara Seiko)
Doppiata da: Satomi Arai
Studentessa della classe 2-9, e personaggio non presente nella prima versione del gioco. Ella è una sedicenne di altezza un po' sotto la media, con occhi ambrati e lunghi capelli castani, che lei acconcia in due riccioli su entrambi i lati della testa ed indossa la divisa della Kisaragi Academy. Seiko è una ragazza molto allegra ed energica che si diverte a giocare con i suoi amici, perlopiù con i suoi atteggiamenti perversi (come ad esempio quando palpa la sua amica Naomi); spesso si presenta come immatura, grossolana e viene rivelato che soffre il solletico, sogna di diventare una parrucchiera, ama danzare, cantare e fare shopping, ha una cotta proprio per Naomi. Cercherà di mantenere questa personalità anche quando si troverà intrappolata all'interno della Heavenly Host, anche se la triste realtà della situazione la costringe quasi ad avere un crollo emotivo, esternando il suo reale stato d'animo. Dopo la morte della madre, infatti, lei si costrinse a sviluppare il suo atteggiamento forte, allegro e spensierato per sostenere il padre e per prendersi cura maternamente dei suoi tre fratelli più piccoli, mentre assolutamente devastata dal lutto, rimane facilmente sconvolta ogni volta che qualcuno prende i suoi sentimenti verso la scomparsa di sua madre con leggerezza. Proprio a causa di ciò, in Corpse Party: Blood Covered, durante il primo capitolo, dopo un litigio in cui Naomi se la prenderà con la sua famiglia, le due amiche decidono di separarsi, e Seiko correrà via in direzione dei bagni scoppiando a piangere. Successivamente sarà trovata dall'amica senza vita impiccata in una delle cabine dei bagni, e alla fine del gioco si scoprirà che proprio quest'ultima (impossessata) l'ha uccisa; dopo la morte, tuttavia, anche se afflitta eternamente dal dolore provato nei suoi ultimi attimi di vita, ella capirà che Naomi non ha alcuna colpa, e la aiuterà in tutti i modi durante il gioco a non lasciarsi abbattere e a riuscire a scappare dalla scuola, al punto che, nell'epilogo del gioco, si vede come la trae in salvo mentre sta per essere inghiottita dall'Oscurità e dai suoi sensi di colpa, inviandole continuamente un sms tramite il suo telefonino con il quale, le dice che non le serba rancore e che non è arrabbiata con lei, ma che anzi vuole solo che stia bene e riesca a salvarsi. Curiosamente, nonostante ella morirà alla fine del primo capitolo, sarà presente anche in tutto il resto del gioco, attraverso i ricordi e i sogni di Naomi, apparizioni del suo spirito ad aiutare gli amici durante l'avventura, e alcuni flashback di cui è protagonista. In Book of Shadows ella invece sarà presente solo in tutto il primo capitolo Seal in cui dapprima parteciperà ad un pigiama party a casa di Naomi, e in seguito, finirà nella Heavenly Host. Stavolta però, dopo il loro litigio, quest'ultima, ricordando ciò che sarebbe successo, corre subito alla sua ricerca, e fanno la pace; subito dopo però Seiko si dichiarerà all'amica, la quale fuggirà in lacrime e in seguito la impiccherà nuovamente; in questo caso, però, Naomi, ricordando di nuovo ciò che sarebbe successo, riesce a trarla in salvo. Ripreso conoscenza, tuttavia, spaventata alla vista dell'amica, Seiko correrà via e, sulle scale, verrà decapitata da alcune corde di pianoforte, legate tra le pareti della scuola, seguendo, quindi, un destino ancor peggiore del precedente.
Yuka Mochida (持田 由香?, Mochida Yuka)
Doppiata da: Eri Kitamura
Studentessa della Kisaragi Academy Junior High e sorella di Satoshi. Nella prima versione del gioco, lei ha gli occhi viola e capelli neri un po' corti tra i quali vi è un cerchietto rosa, e indossa un vestito blu legato in vita con un nastro giallo, un colletto, legato con un nastro rosa chiaro, e polsini bianchi, scarpe rosse e indossa lunghi calzini bianchi. Successivamente ella, invece, viene raffigurata come una piccola adolescente, dall'altezza e il peso un po' sotto la media, rendendola di aspetto molto più giovane della sua reale età (14 anni). Ha grandi occhi azzurri, capelli castani corti (con una visibile tonalità color porpora), tra i quali indossa sempre un cerchietto rosa; ella indossa la divisa della Junior High (un lungo grembiule blu con un colletto bianco e un piccolo fiocco rosa su di esso, calzini bianchi e scarpe bianche con la suola gialla). Oltre che per aspetto, anche per carattere dimostrerà un'età minore da quella sua reale giacché, pur cercando a volte di agire come un'adulta, fallirà miseramente e dimostrerà un modo di fare e di agire da bambina. La sua innocenza infantile la rende ingenua e manipolabile dai malintenzionati, esseri umani (Kizami) o fantasmi (Sachiko), ed è inoltre anche il personaggio più vulnerabile agli orrori della scuola, rimanendo sconvolta facilmente alla vista del sangue, dei fantasmi e dei cadaveri; inoltre, poiché viziata, dipende da quelli più anziani e più maturi di lei, che devono prendere quindi decisioni per lei; infatti, non appena lei e Satoshi si separeranno, ella passerà tutto il tempo a piangere e cercarlo disperatamente. A conferma del suo carattere alquanto infantile, le sue uniche passioni che vengono menzionate sono il collezionare bottigliette di perline profumate, mangiare le caramelle e bere succhi di frutta. Viene, inoltre, detto che ella ha una cotta per Satoshi, che confesserà nel finale negativo di Corpse Party: Blood of Covered, in cui, dopo essere stata colpita allo stomaco dalle forbici da Yoshikazu al posto del fratello, prima di morire, descriverà il suo tragico e triste sentimento. In tale gioco, ella apparirà direttamente solo negli ultimi tre capitoli, seppure nei primi due gli altri protagonisti udiranno i suoi pianti mentre chiama il fratello. In Book of Shadows ella apparirà solamente nel 6º capitolo Mire, in cui viene mostrato ciò che succede nella Wrong End di Blood Covered in cui Yuka verrà catturata da Kizami, e in cui, in seguito, figurerà in una foto più tardi trovata da Satoshi col viso stravolto e la testa aperta, dopo essere stata colpita da Yoshikazu con un martello.
In Corpse Party Tortured Soul verrà uccisa da Kizami e morirà fra le braccia di Satoshi.
Mayu Suzumoto (鈴本 繭?, Suzumoto Mayu)
Doppiata da: Yūka Nanri
Studentessa della classe 2-9, ed anche lei è una dei personaggi non presenti in Corpse Party PC-98 ed introdotti nelle versioni successive. È una ragazza adolescente di 16 anni (seppure di aspetto ne dimostri meno) di corporatura bassa, con occhi di color verde opaco e lunghi capelli castani, con una piccola coda di cavallo sul lato superiore destro della testa, che è legato con un elastico con due sfere rosa ed indossa la stessa divisa di scuola delle altre compagne. Mayu è un membro del club di teatro, ed è una ragazza di gran cuore, piena di energia, ama mangiare dolci (come crepes e banana split), scrivere, disegnare, è molto popolare tra i compagni ed ha un buon rapporto con tutti, e si è guadagnato il soprannome di "Suzume"; ella tuttavia a volte dà anche dimostrazione di gran maturità, quando ad esempio nel secondo capitolo Demise di Book of Shadows si prenderà cura di Nana Ogasawara e la aiuterà a tranquillizzarsi dopo averla liberata dalla trappola in cui era legata. In particolare ella è molto amica di Morishige, suo compagno di teatro, a cui ha affibbiato il soprannome "Shige-nii" e per il quale ella prova qualcosa (come lei stessa confessa in uno dei flashback del ragazzo nel 5º capitolo di Corpse Party: Blood Covered e nel 2° di Book of Shadows). Sarà lei a spingere Ayumi a compiere il rito, dato che quest'ultima vuole darle un ricordo dei suoi compagni e sollevarle il morale triste; infatti la famiglia di Mayu, a causa del lavoro del padre, si sta trasferendo e la ragazza sarà costretta a cambiare scuola e non potrà quindi vedere i suoi amici. Successivamente apparirà alla fine del secondo capitolo, quando Yoshiki ed Ayumi la troveranno chiacchierare con i fantasmi di due vittime del rapimento, e ai tentativi di questi ultimi di convincerla a scappare, ella mostra loro la verità sull'identità dei fantasmi, ed afferma che non vuole abbandonarli, dopo aver letto la loro tragica storia; quando però i suoi compagni tenteranno di convincerla ulteriormente, i due spiriti si impossesseranno di lei e la solleveranno in aria e, successivamente, quando Ayumi tenterà di calmarli dando loro una bambolina in cui il loro assassino recita il suo pentimento, ciò fomenterà soltanto la loro rabbia, e li indurrà ad uscire dall'Infermeria e scagliare violentemente Mayu contro una parete del corridoio, facendola letteralmente a pezzi. Curiosamente, anche se tecnicamente ella è la seconda a morire nel gioco (dopo Seiko), i resti del suo corpo fatto a pezzi saranno trovati già nel primo capitolo; inoltre la visione dei suoi resti indurrà Morishige ad impazzire ed uccidersi. In Book of Shadows, durante il capitolo Demise, ella, avendo un deja-vu, eviterà di seguire i due fantasmi nell'Infermeria, e così riuscirà a scampare alla terribile morte. Successivamente incontra Yoshiki, Ayumi e una ragazza di nome Nana, con i quali si aggrega; in seguito, però, dopo aver visto quest'ultima aggredita e trascinata via da Yoshikazu, scapperà via e finirà nell'Infermeria, dove, dopo essersi accorta di avere uno strano segno sullo stomaco, viene raggiunta ed uccisa dai fantasmi delle vittime, che la bloccano, le aprono l'addome e cominciano ad estrarne gli organi interni. Apparirà nel capitolo Blood Drive, resuscitata da Naomi e Ayumi, ma solo per breve tempo, dato che ella con cerchio nero al posto della faccia e, chiamando il nome di Morishige, si riempirà di strani segni su tutto il corpo, dai quali successivamente fuoriescono lame che le faranno a pezzi il corpo.
Sakutaro Morishige (森繁 朔太郎?, Morishige Sakutarō)
Doppiato da: Tetsuya Kakihara
Studente della classe 2-9, ed anch'egli un personaggio introdotto successivamente in Corpse Party. È un ragazzo sedicenne di corporatura media e più alto degli altri suoi compagni, con i capelli blu, gli occhi verdi, e che indossa occhiali (senza i quali egli non riesce a vedere nulla) e, come gli altri studenti della Kisaragi Academy, indossa la divisa scolastica. Morishige è un membro del club di teatro, ed infatti sogna in futuro di diventare un attore di gran fama; egli è un personaggio molto riservato e introverso, che non ama particolarmente socializzare e legare con le altre persone, ai quali nasconde la sua personalità interiore, ed è sempre solito agire con calma e senza scomporsi, anche quando verrà a scoprire del trasferimento di Mayu. A differenza del resto dei personaggi, quando finisce nella Heavenly Host, egli non è né disgustato né inorridito alla vista dei cadaveri in decomposizione per la scuola, che invece troverà intriganti e si sentirà confortato alla loro visione (addirittura, con il suo telefonino li fotograferà per poi poterli ammirare in seguito) e manterrà questa sua inquietante caratteristica segreta agli altri. Lui è il migliore amico di Mayu, nonché suo compagno di teatro, e si preoccupa profondamente per lei, poiché ella è l'unica che riesce a rallegrarlo e tirarlo su ed è l'unica persona che gli dà un soprannome. Egli, in tutti i capitoli in cui apparirà, la cercherà, preoccupato, ovunque, e proprio sentendone la mancanza esternerà i suoi reali sentimenti per la ragazza, e quando scoprirà il suo corpo e il tragico destino di quest'ultima, egli uscirà fuori di testa, ed urlando si ucciderà rompendosi la testa prendendo a testate una finestra. In Corpse Party Book of Shadows egli apparirà solo nel 5º capitolo Shangri La mentre è intento cercare la sua amica, ed incontrerà per la strada alcuni studenti della Byakudan Senior High, dai quali però si separerà continuando la sua ricerca da solo.
In Corpse Party Tortured Soul dopo aver scoperto la morte di Mayu impazzirà e attaccherà Yuka e Kizami venendo ucciso da quest'ultimo con una coltellata alla gola.
Yui Shishido (宍戸 結衣?, Shishido Yui)
Doppiata da: Miyuki Sawashiro
Professoressa d'inglese ventitreenne della Kisaragi Academy e insegnante di supporto della classe 2-9, nonché ex studentessa dell'istituto. È di corporatura e altezza leggermente inferiore alla media, ha i capelli corti marroni e gli occhi viola, indossa orecchini color turchese, una camicia rosa chiaro, con sotto un abito di un rosa ancora più scuro, una gonna color indaco, scarpe nere con tacchi alti e una collana con un ornamento panda. L'altro suo abbigliamento, con cui sarà raffigurata, è composta dagli stessi vestiti, con l'unica eccezione di una camicia azzurra con un fiocco sul colletto. Ella è da circa un anno diventata insegnante, coronando il suo sogno, anche se inizialmente vive col timore di essere una cattiva insegnante, finché Hajime Yamazaki, suo predecessore come professore di supporto della classe 2-9, non la rassicurerà rivelandole il vero significato dell'insegnamento. Lei ha un carattere molto allegro e amichevole con i suoi studenti, in particolare con Ayumi Shinozaki, che la considera come una sorella maggiore, e con la quale organizzerà uno scherzo (nel prologo di Corpse Party: Blood Covered); viene inoltre rivelato che ella vive in un appartamento da sola con il suo gatto Monet (il cibo del quale è solito tenere nell'armadietto della classe 2-9). Durante gli eventi della Heavenly Host, Yui dimostra di essere una persona coraggiosa e determinata che si preoccupa profondamente per i suoi studenti, anche più di se stessa. Infatti, all'inizio del secondo capitolo, dopo aver affidato Ayumi, in preda ad un attacco di iperventilazione, a Yoshiki, partirà da sola all'esplorazione della scuola; poco dopo, però, verrà aggredita da uno spirito maligno che la schiaccerà sotto un armadietto e accusandola di essere come tutti gli altri insegnanti, incurante realmente dei problemi dei propri studenti e, ignorando i tentativi disperati della giovane professoressa di difendersi da tali affermazioni, apparentemente la ucciderà; in realtà alla fine dello stesso capitolo si scoprirà che la donna è ancora viva ma con il braccio destro rotto. Successivamente ella riapparirà brevemente nel quinto capitolo, appena in tempo per salvare Ayumi, intrappolata in una misteriosa stanza in cui il pavimento d'improvviso s'inclina e rischia di farla cadere giù; Ms Yui si sacrificherà facendo arrampicare la ragazza sulle proprie spalle, e in seguito, dopo che quest'ultima seguirà Yoshiki fuori la stanza, la donna cadrà giù. Nei suoi ultimi attimi di vita, visti nel finale extra del quarto capitolo, ella ripenserà ai suoi amati studenti, e prima di morire, manifesterà la sua paura di morire chiamando Monet e i suoi genitori. In Book of Shadows, nel terzo capitolo Encounter (in cui, essendo febbricitante, viene raggiunta nel suo appartamento da Satoshi, che le porterà alcuni appunti dalla scuola e si occuperà di lei dopo averla vista molto debole e debilitata) si scopre che, durante il suo periodo da studentessa nella Kisaragi Academy, una sera in cui si è trattenuta nella scuola, è stata aggredita dal fantasma di Yoshie Shinozaki, e salvata appena in tempo da Tsukasa Mikuni, suo compagno di scuola e del quale lei è innamorata, anche se, come rivelerà in uno dei capitoli extra di Blood Covered ad Ayumi, i due non si sono mai fidanzati né baciati, ma erano soliti tenersi per mano.
In Corpse Party Tortured Soul morirà decapitata.

### Byakudan Senior High School
Sono un gruppo di personaggi secondari che, durante Corpse Party: Blood Covered, faranno solo (ad eccezione di Kizami) rapide apparizioni tra i capitoli del gioco e uno dei capitoli extra, mentre in Book of Shadows saranno protagonisti del 7º capitolo Tooth. Sono tutti membri della classe 2-4 dell'istituto che hanno perso la vita nella Heavenly Host Elementary School
Yuuya Kizami (刻命 裕也?, Kizami Yūya)
Doppiato da: Tomokazu Sugita
Ragazzo diciassettenne di bell'aspetto dalla corporatura alta, capelli nero corvino lunghi ed occhi grigi; indossa parte della sua divisa scolastica (una camicia bianca sbottonata a mostrarne parte del petto, una giacca bordò che è solito portare in spalla, pantaloni neri e scarpe marroni). Egli farà la sua prima apparizione durante il terzo capitolo quando Yuka, smarrita e in cerca del fratello si imbatte in lui nella sala d'entrata della seconda ala della Heavenly Host; inizialmente egli sarà un personaggio misterioso, e dall'atteggiamento calmo e gentile, nonché un alleato piuttosto protettivo e forte; tuttavia quando egli incontrerà uno dei suoi compagni di scuola, Kurosaki, egli esternerà la sua vera e inquietante personalità accoltellando ed uccidendo quest'ultimo; Kizami è, infatti, un sinistro killer psicopatico che uccide senza indugi né pietà, e la prima volta in cui egli esterna tale atteggiamento è quando da bambino tenta di uccidere con un coltello il criceto di Kurosaki. Egli nutre un profondo odio per la sua famiglia, in particolare i suoi fratelli, poiché è sempre stato costretto a vivere alla loro ombra e poiché essi lo hanno sempre limitato. Il motivo, come egli afferma, che lo spinge a compiere tali omicidi è quello di permettere alle persone di esternare i loro veri sentimenti (e quindi le loro vere paure) dato che essi sono abituati a seguire le convenzioni morali e nasconderli, e spinge quindi le sue vittime ad urlare ed esternare il proprio dolore mentre egli le accoltella; inoltre afferma che, intrappolati in quella scuola, non sarebbe cambiato nulla morire per mano sua o per quella dei fantasmi che abitano la stessa. Egli, tenterà, quindi, di uccidere anche Yuka, ma nell'inseguirla viene colpito e probabilmente ucciso da una martellata alla testa da parte di Yoshikazu, che trascina poi il suo corpo nell'Infermeria. In seguito, nel 5º capitolo, il suo tesserino d'identità verrà trovato da Yoshiki ed Ayumi fuori dal Laboratorio di Scienze, ed egli sarà diventato il modello anatomico che tenterà di ucciderli. In Book of Shadows nel capitolo Tooth, dopo aver trovato con gli altri compagni il corpo senza vita e pugnalato di Kai Shimada, per confermare la morte di Ryosuke Katayama, lo getterà giù dalle scale, spaventando e facendo scappare via gli altri suoi compagni Emi e Tomohiro che lo chiameranno "assassino"; è questo avvenimento che lo induce a perdere la testa e trasformarsi in un brutale killer, che insegue i suoi compagni per ucciderli. Quindi nel capitolo Shangri La, con il coltello estratto dal corpo da Kai, egli dà il colpo di grazia a Fukuroi, oramai in fin di vita, e successivamente uccide Mitsuki.
In Corpse Party Tortured Soul dopo che è diventato il modello anatomico rapisce Yuka e la tortura riducendola in fin di vita. Verrà ucciso da Yoshiki che con un tubo di ferro gli staccherà la testa.
Kensuke Kurosaki (黒崎健介?, Kurosaki Kensuke)
Doppiato da: Tsubasa Yonaga
Sedicenne di altezza sulla media, capelli corti e col ciuffo blu (come gli occhi), che indossa la tipica divisa della scuola. È un compagno di Kizami, nonché suo amico d'infanzia, con cui era solito giocare. La sua allegria e socievolezza lo rendono amato e infondono allegria anche nel resto della classe; inoltre egli è anche membro della squadra di baseball, uno sport che lo appassiona fin da bambino, a scuola egli ottiene buoni voti, ed è solito fare piccoli lavoretti part-time. Tuttavia, a causa della sua personalità, spesso viene maltrattato dalla rappresentante del Consiglio studentesco, Mitsuki Yamamoto. Egli comparirà per la prima volta nel 3º capitolo di Corpse Party: Blood Covered quando si imbatterà in Kizami e, felice di vedere uno dei suoi compagni vivi, inizierà a chiacchierare con lui, dicendogli anche di aver trovato il corpo di Mitsuki, ma d'improvviso quello lo accoltella e successivamente lo scaraventa da un buco nel pavimento giù al piano inferiore con un calcio. Ricompare nell'ultimo capitolo quando, in fin di vita, salverà Yuka dall'essere uccisa dalla furia omicida dell'amico, dapprima distraendolo chiedendogli scusa per non averlo fermato quando erano bambini, e poi tirandogli un pugno e cercando di persuaderlo fino all'ultimo a tornare alla ragione; ma quello, ridacchiando e sbeffeggiando le sue parole, gli darà il colpo di grazia e ne mutilerà il corpo. Compare anche in Book of Shadows in cui farà piccole apparizioni nel 5° e nel 7º capitolo.
Mitsuki Yamamoto (山本美月?, Yamamoto Mizuki)
Doppiata da: Haruka Tomatsu
Ragazza diciassettenne di bassa statura. Ha gli occhi verdi grigiastro e capelli ricci castani, legati dietro da due elastici rosa, ed indossa l'uniforme femminile della Byakudan Senior High (una maglietta bianca, con il colletto verde con un grosso fiocco rosso, gonna verde, lunghi calzettoni bianchi e scarpe marroni); è una compagna di classe di Kizami e il segretario del consiglio degli studenti della Byakudan. Ha un carattere molto forte, seppure una personalità un po' 'ingenua, ed agisce come una sorta di sorella maggiore sia nella sua classe che nel Consiglio degli studenti. Grazie al suo atteggiamento spietato verso gli uomini sciatti che viene chiamata "Mitsuki la ragazza Infernale" tra i suoi compagni. Lei fa le faccende di casa con la nonna, ed inoltre è un'ottima cuoca; il suo solito atteggiamento severo potrebbe essere un riflesso del suo istinto materno. Ella sarà presente in soli due capitoli della serie: in Corpse Party Blood Covered comparirà all'inizio del terzo capitolo mentre, assieme al compagno Fukuroi, è in fuga (nella quale chiama il nome di Kurosaki, facendo capire che ella prova qualcosa per lui) da Yoshikazu, riuscendo, a differenza dell'amico, a salvarsi; successivamente incontra anche Satoshi, e mentre questo cerca di presentarsi, ella, in preda al panico e alla follia, gli urlerà contro e scapperà via. Verrà ritrovata successivamente da Yuka, mentre Morishige è intento fare foto al suo cadavere (che, misteriosamente, nei successivi capitoli scomparirà); in Corpse Party: Book of Shadows compare solo nel capitolo Shangri La in cui viene raccontato meglio ciò che è successo: dopo essere finiti nella Heavenly Host, lui e Fukuroi cercano e tentano di riunirsi con gli altri compagni. Ad un certo punto essi incontrano Morishige che si unisce a loro, salvo poi separarsi e rimanere da solo, quando i due, dopo aver incontrato la loro compagna Emi, la inseguono quando ella scappa via, assistendo alla sua uccisione da parte di Yoshikazu. Essi quindi scappano via e, mentre Fukuroi viene catturato e ridotto in fin di vita dal mostruoso uomo, ella scapperà e successivamente incontrerà Kizami, al quale dapprima si aggrega spiegandogli ciò che è successo, ma in seguito, quando questo tenterà di ucciderla e lo aggredirà, corre via nuovamente. Nella fuga rincontra Morishige, dal quale, oramai in preda alla follia, scapperà via dicendo che c'è qualcosa che non va in lui giacché pare non essere spaventato dai corpi per la scuola. Ella verrà infine raggiunta da Kizami, al quale però non darà la soddisfazione di urlare ed esternare il proprio dolore mentre questo la accoltella e la uccide.
Masato Fukuroi (袋井 正人?, Fukuroi Masato)
Doppiato da: Taira Kikumoto
Studente diciassettenne della classe 2-4, e il presidente del Concilio studentesco della Byakudan. Egli è raffigurato come un ragazzo di alta statura, con capelli color-miele (come gli occhi), ed indossa sempre un paio di occhiali e la divisa della scuola. Ha una personalità rigida e seria, ma è anche sorprendentemente premuroso; infatti dopo essersi lamentato con Ryosuke e Tomohiro, quando essi perdono tempo nella stanza del consiglio studentesco, comunque li perdona e li lascia fare; si scopre inoltre che era spesso vittima di bullismo in prima elementare, finché Kurosaki venne in suo aiuto quando era depresso e superò la difficile situazione.
Anche se lui si fida ed è innamorato della compagna membro del consiglio Mitsuki, non mostra apertamente i propri sentimenti. Come Mitsuki, egli comparirà solo nel 3º capitolo di Blood Covered e nel 5º capitolo di Book of Shadows. Giunti nella Heavenly Host, lui e Mitsuki, incontrano dapprima Morishige, e poi la loro compagna Emi; ma quando essi tenteranno di confortarla, quest'ultima scapperà via e verrà, davanti ai loro occhi, uccisa da Yoshikazu. Fukuroi e Mitsuki quindi tenteranno di scappare via, ma il giovane verrà raggiunto e ridotto in fin di vita dall'uomo, venendo alla fine ucciso poco dopo da Kizami che, non avendo gli occhiali, non riconoscerà.
Tohko Kirisaki (霧崎 凍孤?, Kirisaki Toko)
Doppiata da: Seiko Yoshida
Ragazza di 17 anni, di bassa statura, capelli castani raccolti in un grande codino legato da un vistoso fiocco bianco, occhi blu e con la divisa della Byakudan. Tohko ama la chiromanzia (una passione che condivide con le sue migliori amiche Emi Urabe e Mitsuki Yamamoto) con le quali ha suggerito di compiere il rito Sachiko Ever After. Tohko è solitamente vivace e allegro, ma di tanto in tanto agirà in maniera sorprendentemente nervosa. Lei detesta Kai Shimada per il suo modo irresponsabile di trattare le ragazze, soprattutto quando quest'ultimo tenterà di provarci con lei, mentre invece ha una cotta per il bello e "puro" Yuuya Kizami. In Corpse Party: Blood Covered ella comparirà all'inizio del quarto capitolo, soltanto se Satoshi non riuscirà a salvare Naomi; il giovane si imbatterà in lei, che, in preda alla follia, prima urla contro di lui e poi, temendo che voglia ucciderla, lo aggredirà con delle forbici. Nel normale corso degli eventi del gioco, invece, verrà trovato, nel 5º capitolo, il suo cadavere poco distante dall'Infermeria, e verrà rivelato che ella è morta per soffocamento dopo che le è stata mozzata la lingua. In Book of Shadows, nel capitolo Tooth, viene specificato il motivo della sua follia: il capitolo si apre con lei che, nella sua classe alla Byakudan, chiede a Kurosaki dell'amico Kizami, che le promette di spendere una buona parola per lei; successivamente, finita con tutti gli altri nella Heavenly Host, dopo aver cercato Mitsuki, della quale precedentemente aveva sentito i pianti, tornando dal resto del gruppo, incrocia Emi e Tomohiro mentre sono intenti scappare da Kizami e, nonostante gli avvertimenti dell'amica, deciderà comunque di affrontare il giovane che ama, venendo quindi aggredita e colpita da due pugni da quello che, mentre lei scappa, succhierà il dente che le ha staccato.
Emi Urabe (卜部恵美?, Urabe Emi)
Doppiata da: Satomi Moriya
Sedicenne di bassa statura, con lunghi capelli ed occhi verdi e che indossa grandi occhiali dalla montatura viola. Ella ha solitamente una personalità graziosa, che irradia di allegria. Lei, Mitsuki e Tohko sono migliori amiche dalla prima elementare, e condividono la passione per la chiromanzia, ed è stata proprio lei che ha trovato e ha detto ai suoi amici della "Sachiko Ever After". In Corpse Party: Blood Covered potrà essere trovata morta, nel terzo capitolo, da Yuuya Kizami e Yuka con un'enorme ferita alla testa e il viso stravolto dal dolore di fronte alla stanza del custode. In Book of Shadows viene specificato ciò che le succede: nel capitolo Shangri La verrà trovata dai suoi compagni Fukuroi e Mitsuki nei pressi della piscina, completamente scioccata e col viso terrorizzato, e subito dopo scapperà e verrà uccisa da Yoshikazu con un colpo di martello alla testa; nell'ultimo capitolo Tooth viene quindi rivelato il motivo della sua reazione: dopo essere arrivati nella Heavenly Host, mentre lei e Kizami scappano dal fantasma di Sachiko, e tentano di convincere Tomohiro a seguirli, lasciando il corpo ormai senza vita del suo amico Ryosuke, Kizami calcerà il corpo di quest'ultimo per le scale, e così lei e Tomohiro, terrorizzati, scapperanno via da lui e nella fuga tentano di avvertire anche Tohko, che non li ascolterà ed affronterà il loro compagno "omicida".
Tomohiro Okawa (大川智弘?, Ōkawa Tomohiro)
Doppiato da: Shohei Yamaguchi
Studente diciassettenne, dai capelli castani un po' ricci, occhi azzurri e con indosso l'uniforme della Byakudan. Ha una personalità debole e mite, ed è spesso preso in giro come "la personificazione dell'uomo erbivoro" tra le ragazze della sua scuola ed inoltre Kai Shimada lo usa di solito per fare le proprie commissioni; gli piace giocare i giochi su PSP e DS con Ryosuke Katayama (spesso anche nella stanza del consiglio studentesco, come accadrà nella sua unica apparizione in Blood Covered in uno dei capitoli extra.). Lui è anche amico di Masato Fukuroi e Kensuke Kurosaki. In Book of Shadows (nell'unico capitolo in cui compare Tooth) si prende cura di Ryosuke gravemente ferito mentre il resto del gruppo cerca un'uscita. Egli in seguito si rifiuterà di lasciare indietro l'amico, illudendosi che egli non sia ancora morto, e quando Kizami, per dimostrarglielo, butta giù dalle scale il corpo dell'amico, egli rimarrà sconvolto e lo definirà un "assassino" e scapperà via assieme ad Emi. Più tardi egli verrà ucciso da Kizami e il suo corpo potrà essere trovato nel secondo capitolo di Blood Covered.
Ryosuke Katayama (片山良介?, Katayama Ryōsuke)
Doppiato da: Daisuke Endō
Diciassettenne di altezza media, capelli castani, occhi verdi e con la solita divisa scolastica. Egli è il migliore amico di Tomohiro Okawa, con cui va sempre a scuola assieme e gli piace fermarsi in un negozio di videogame o di fumetti sulla via del ritorno. Assieme al suo amico piace giocare ai videogiochi. Lui ha un buon rapporto sia con Kensuke Kurosaki che con Masato Fukuroi, e parla spesso di giochi con Tomohiro nella sala del consiglio studentesco, mentre Fukuroi silenziosamente lavora. In Blood Covered, come Tomohiro, il suo tesserino d'identità verrà trovato nel secondo capitolo, ed egli comparirà personalmente solo il capitolo extra. In Book of Shadows, nel capitolo Tooth, egli è prima vittima del gruppo quando si ferirà gravemente ad una gamba cadendo in una trappola. Quindi, mentre il resto del gruppo cerca una via d'uscita, e quando essi ritornano indietro, egli è già morto per la copiosa perdita di sangue. Emi tenta di mettere in guardia Tomohiro circa i fantasmi che hanno incontrato al piano inferiore e gli dice di fuggire, ma quello si rifiuta di lasciare Ryosuke dietro sostenendo che è ancora vivo, nonostante Emi cerchi di convincerlo del contrario; così Yuuya scaglia con un calcio il corpo di Ryosuke giù per le scale per convincere il compagno della morte dell'amico.
Kai Shimada (島田 快?, Shimada Kai)
Doppiato da: Manabu Sakamaki
Uno studente diciassettenne, alto dai capelli rossi e gli occhi azzurri. Lui è un modello per una rivista di moda maschile e, in contrasto con il carattere tranquillo di Kizami (con il quale ha una profonda ed unilaterale rivalità), Kai va in giro a spaventare la gente e compiendo atti di vandalismo e si comporta in maniera sgarbata e prepotente con tutti gli altri studenti. Dal momento che molte ragazze sono attratte da lui, ci sono molte voci sulla sua vita sentimentale. In Blood Covered potrà essere trovato, nel secondo capitolo, solo il suo cadavere. Intrappolato nella Heavenly Host, assieme con gli altri compagni, quando Ryosuke viene ferito gravemente, egli suggerisce alle ragazze di andare avanti e cercare una via d'uscita, tuttavia, quando Kizami si offre di accompagnarle, egli li seguirà; successivamente si separerà dal gruppo quando scoprirà che la porta principale della scuola è aperta, e decide di andarsene da solo, incurante degli altri che tornano a verificare le condizioni di Ryosuke. Più tardi, Emi e Tohko, tornando nella sala d'entrata, cercando Mitsuki, trovano il suo cadavere, in ginocchio, con un coltello nel suo addome, mentre odono le risate di alcuni bambini, e mentre le ragazze scappano dal fantasma di Sachiko, Kizami estrarrà il coltello dal suo corpo.

### Paulownia Academy
Naho Saenoki (冴之木 七星?, Saenoki Naho)
Doppiata da: Ayano Yamamoto
Naho è una ragazza diciassettenne di media statura. Ha gli occhi color indaco e capelli blu un po' corti (anche se il suo sprite li ha neri), con due anelli rossi per capelli, una sorta di pentagramma rosso sulla parte in alto a sinistra della sua testa, indossa un paio di occhiali dalla montatura rossa, e, come le altre studentesse della Paulownia Academy, una giacca viola, una camicia bianca e una cravatta rossa, una gonna blu scuro, ha un'altra giacca blu legata intorno alla vita, lunghi calzini neri e scarpe marroni. Ella è un'appassionata dell'occulto dai poteri così straordinari da averla resa celebre nella propria prefettura grazie anche al suo blog in cui pubblica gli articoli scritti nel suo notebook. Naho è in genere una persona fredda, calma e saggia, anche se quando è in compagnia della sua amica Sayaka Ooue, assume un carattere molto più allegro e giocoso. Si prende cura di Kou Kibiki, che per lei è una sorta di mentore e col quale ha un rapporto padre-figlia, ma anche da amante; Naho, infatti, è guidato da un desiderio, quasi un'ossessione per lui. Comparirà per la prima volta in Blood Covered durante il secondo capitolo in cui, da fantasma, si imbatterà in Yoshiki e Ayumi, a cui riferirà tutto ciò che ella ha avuto modo di conoscere durante la sua prigionia nella Heavenly Host e cercherà di aiutarli a salvare la loro compagna Mayu. Con lo svolgersi della trama, ed in particolare dopo il ritrovamento delle pagine del suo notebook nel quinto capitolo da parte di Ayumi e Yoshiki, si verrà quindi a scoprire ulteriori cose sul suo conto e del suo destino: ella è colei che ha diffuso, tramite il suo blog, il rito Sachiko Ever After, di cui però ha trascritto di proposito il procedimento sbagliato, affinché Kibiki potesse giungere nella Heavenly Host e ricercare direttamente indizi per il suo articolo riguardo al famigerato rapimento dei bambini; in tal modo, però, anche tante altre persone hanno compiuto il rito e si sono ritrovate intrappolate e hanno incontrato una morte tremenda nella scuola. Come specificato anche nel capitolo Purgatory del gioco Book of Shadows ella, dopo un esame scolastico, scopre che Kibiki, a sua insaputa, è andato nella Heavenly Host assieme al camera-man Shougo Taguchi, e così, preoccupata per le sorti del suo amato mentore, ha coinvolto l'amica Sayaka a compiere il rito e raggiungerli. Qui però si è ritrovata sola e smarrita, e dopo aver cercato inutilmente l'uomo, nonostante il suo gran potere, si è lasciata attraversare e inghiottire dalla maledizione della scuola; a causa di ciò ella è diventata cinica e crudele, ed infatti maltratterà e deriderà gli studenti della Kisaragi Academy, arrivando al punto di dire loro, seccata, che per quanto le riguarda "possono andare a decomporsi in un angolo"; quando, però, Ayumi le rivelerà che è stata proprio lei, con le sue mani, prima di morire ad uccidere il suo Kibiki, ella atterrita e scioccata inizierà ad urlare e, dopo aver sputato fuori l'oscurità che si era impossessata di lei, sparirà via.
Sayaka Ooue (大上 さやか?, Ōue Sayaka)
Compagna di classe e migliore amica di Naho. Ha gli occhi verdi, capelli castani lunghi e mossi, con tre fermacapelli verdi sulla parte sinistra, ed indossa la stessa divisa dell'amica. Sayaka è una ragazza dolce e premurosa, anche se conduce una vita frenetica, soprattutto del suo lavoro part-time presso una stazione radio; odia la vista dei vermi e del sangue. La sua amicizia con Naho Saenoki è forte a tal punto che ella arriva a rischiare la sua vita per lei ed è, appunto, ciò che le succederà. Apparirà solo nel quarto capitolo Purgatory di Corpse Party: Book of Shadows in cui all'inizio invita l'amica in studio per un'intervista, durante la quale, tuttavia, avvengono una serie di bizzarri e inquietanti eventi (Naho vedrà in un angolo della stanza il fantasma di Sachiko rannicchiato, e, nel riascoltare la registrazione dell'intervista, si ode la voce di quest'ultima ripetere "Vi sto vedendo", e dopo ciò uno dei produttori viene colto da un malore). Tornata a casa, ode le urla di Naho che le riferisce che Kibiki è andato nella Heavenly Host, e le chiede di seguirla per salvarlo; Sayaka si mostrerà inizialmente riluttante, ma quando l'amica le prometterà di proteggerla, la ragazza accetterà e compirà il rito. Una volta giunta nella Heavenly Host ella, però, si ritrova da sola nel sotterraneo della scuola e successivamente, entrando nella stanza di dissezione, non appena sente dei pesanti passi arrivare, si nasconde nell'armadietto di ferro ed assiste all'orribile omicidio di Nana Ogasawara da parte di Yoshikazu. Successivamente, oramai spossata dopo giorni e giorni di infruttuosa ricerca di Naho senza cibo né acqua, la si vedrà trascinata via dal grosso uomo che successivamente la ucciderà con una martellata (sebbene, in Blood Covered il suo tesserino d'identità, ritrovabile nel 5º capitolo, affermi che ella è stata uccisa dall'Oscurità).

### Musashigawa Girls' Middle School
Nana Ogasawara (小笠原ナナ?, Ogasawara Nana)
Doppiata da: Hiromi Igarashi
Nana è una ragazzina di 13-14 anni di altezza superiore alla media. Ha gli occhi azzurri e capelli corti di colore marrone chiaro sui quali, nel lato sinistro, vi è un fiocco bianco. Indossa una tipica uniforme della sua scuola che consiste in una camicia bianca che si intravede sotto una giacca beige e una gonna dello stesso colore, una cravatta blu intorno al collo, scarpe nere e lunghi calzini bianchi. In Blood Covered, durante il normale svolgimento del gioco, apparirà solo come cadavere nella stanza di dissezione, mentre invece sarà la protagonista, insieme alle sue due amiche, di uno dei capitoli extra in cui ella mostrerà il suo carattere allegro, ottimista e molto gentile. Lei aiuta un fantasma senza alcun timore, sentendo che lui è diverso da quelli violenti che abitano la scuola, ed inoltre è di supporto sia per Nari e Chihaya, non schierandosi dalla parte di nessuna delle due durante un loro piccolo litigio. Ricomparirà in Book of Shadows in cui verrà illustrato come ella viene uccisa: dapprima nel secondo capitolo Demise viene trovata da Yoshiki e Mayu bendata e legata mani e piedi ad un secchio, sopra di lei, pieno di arnesi appuntiti e affilati e, una volta liberata, ella li seguirà; con quest'ultima in particolare lega subito, essendo anche lei membro del club di teatro della sua scuola, fa subito amicizia. In seguito le due ragazzine si distaccheranno da Ayumi e Yoshiki, che nel frattempo riposano assieme, per continuare la ricerca delle amiche di Nana; ma poco dopo quest'ultima viene aggredita da Yoshikazu che le taglia le gambe e la trascina via, mentre chiede in preda alla disperazione e al dolore aiuto a Mayu paralizzata dalla paura. In seguito, nel capitolo Purgatory l'uomo la porterà nella sala di dissezione e qui, con delle pinze, le staccherà la lingua e la ucciderà per dissanguamento.
Chihaya Yamase (山瀬千早?, Yamase Chihaya)
Doppiata da: Rei Matsuraki (Blood Covered), Kyōko Namekawa (Book of Shadows )
Una giovane adolescente di 13-14 anni, di altezza inferiore alla media, con gli occhi turchesi e capelli a caschetto grigio scuro, e la stessa divisa di Nana, della quale è molto amica. Ella ha un carattere molto simile a quello di Yuka: è una ragazzina tranquilla, amichevole, anche se un po' troppo appiccicosa. Essendo un po' viziata, si aspetta che gli altri si prendano al suo posto le responsabilità, e quindi non va d'accordo particolarmente con Nari. Si spaventa facilmente, spesso lascia che le sue emozioni prendano il controllo delle sue azioni e scoppia con molta facilità a piangere. Ella comparirà direttamente solo nell'extra capitolo di Blood Covered nel quale, assieme alle sue due amiche, aiuterà un fantasma a ritrovare i suoi occhiali e il suo cappello. Durante il gioco vero e proprio, la sua targhetta potrà essere trovata nel quinto capitolo, e nel quale viene rivelato che ella è stata fatta a pezzi ed infilata in un secchio (infatti in una delle Wrong End di Book of Shadows Sachiko userà la sua testa come un pupazzo da ventriloquo)
Nari Amatoya (天戸屋成?, Amatoya Nari)
Doppiata da: Satomi Moriya (Blood Covered), Hiyori Narita (Book of Shadows)
Un'adolescente quattordicenne con i capelli corti color castagna, una forcina d'argento con una sfera rossa tra di essi ed occhi viola. Nari ha un carattere molto diverso dalle sue due compagne; è un po' burbera, perde facilmente la pazienza ed è abbastanza irritabile, e non sopporta di ascoltare i capricci e le lamentele di Chihaya, con la quale ha frequenti litigi. Nonostante ciò, lei, in realtà, semplicemente si preoccupa per le sue amiche e non vuole trovarsi in eventuali situazioni di pericolo. Comparirà solo nel capitolo extra di Blood Covered in cui, a differenza delle sue due amiche, si dimostrerà un po' riluttante nell'aiutare il fantasma, e nel capitolo Shangri-La di Book of Shadows in cui, assieme a Chihaya, si imbatte in Morishige, del quale sarà prima infastidita per il carattere freddo e incurante, e successivamente convincerà l'amica a scappar da lui, quando vedrà la reazione del ragazzo alla visione dei cadaveri su una videocamera trovata poco prima. In una delle Wrong End del secondo capitolo, potrà essere trovato il suo corpo orribilmente bruciato e verrà rivelato che ella è morta dopo che le è stato versato dell'olio bollente addosso.

### Antagonisti
Sachiko Shinozaki (篠崎幸子?, Shinozaki Sachiko)
Doppiata da: Ikue Ōtani
L'antagonista principale, presente in tutte le versioni del gioco. Ella è il fantasma di una bambina di 7 anni (nelle nuove versioni, mentre invece in Corpse Party PC 98 e, quindi, Corpse Party -Rebuilt- ne ha 16) con lunghi capelli neri e la pelle pallida che, nella maggior parte dei casi, viene raffigurata con un abito rosso (oppure, nei flashback di quando era viva e della sua parte di anima buona, con un kimono giallo). Nelle varie versioni del gioco la sua storia è stata leggermente modificata. In Corpse Party PC-98 ella è una giovane adolescente asociale e a cui piace la solitudine, e rimanere nella propria scuola a fissare la pioggia. Un giorno uno dei suoi insegnanti si avvicina col pretesto di volerle parlare, ma in realtà vuole violentarla; incapace di scappare, la ragazza in seguito lo minaccia affermando che avrebbe detto agli altri tutto ciò, anche se l'uomo respinge il suo ricatto affermando che nessuno avrebbe creduto ad una ragazzina senza amici; Disperata ella, quindi, sale sulla passerella del terzo piano della scuola e minaccia di gettarsi giù, ma quello, non credendole, gli si avvicina ulteriormente, e la ragazza quindi si lancia giù nel cortile e muore. Scioccato da tale avvenimento, l'insegnante tenta di nascondere l'accaduto, ma viene scoperto dal preside che, però, preoccupandosi perlopiù della cattiva reputazione che avrebbe avuto la scuola se fosse stato rivelato ciò, decide di aiutarlo e così nascondono il corpo della ragazza, della quale, seppure viene denunciata la scomparsa, non essendo stato mai più ritrovato il suo corpo, presto tutti si dimenticarono di lei. Per vendetta, ella, quindi, ricrea la scuola in un'altra dimensione e inizia a rapire innumerevoli bambini, uccidendoli tra quelle mura maledette. Tuttavia in tale processo, si viene a creare anche una parte della sua anima buona che aiuterà i protagonisti a scappare dalla scuola e, alla fine, una volta sconfitta la parte malvagia e colma di risentimento, finalmente la sua anima ritroverà la pace, scomparendo assieme alla dimensione maledetta; durante il gioco non viene, però, mai rivelato il suo nome, e viene indicato solo il suo cognome Shinozaki o, semplicemente, viene definita "La ragazza col vestito rosso". Ben diversa e più strutturata (anche per la presenza di più personaggi) sarà la sua storia nei successivi Corpse Party. Viene raccontato che ella era una bambina che, nel giorno del suo settimo compleanno (19 luglio 1953), andando a trovare la madre Yoshie Shinozaki, infermiera della Heavenly Host, assiste alla sua uccisione da parte del preside Takamine Yanagihori che, tentando di violentarla, la spinge giù dalle scale e le spezza il collo; l'uomo, temendo che la bambina potesse parlarne con qualcun altro, la insegue per tutta la scuola, finché non riuscirà a catturarla e la strangolerà. Successivamente, quindi, il preside farà passare la morte della madre come un incidente, mentre di lei, seppellita nel seminterrato della scuola, ne viene denunciata la scomparsa, ma ben presto, non avendo prove, la polizia chiude il suo caso e nessuno ricorderà della sua esistenza. Sachiko, colma di rabbia per l'ingiusta e crudele morte a cui è andata incontro, continua ad infestare i corridoi della scuola e si infiltra nella mente dell'uomo facendolo impazzire a tal punto che questo, esasperato e temendo che ella possa rivelare a qualcuno il suo omicidio, ne riesuma il corpo e le taglia la lingua. 20 anni dopo ella si reincarna in un nuovo corpo ed usa il figlio del preside, Yoshikazu Yanagihori, anch'egli indotto alla pazzia, per commettere numerosi omicidi, e inviare le anime delle vittime a far compagnia all'anima afflitta della madre; il più celebre di questi casi è senza dubbio il rapimento dei tre bambini, nel quale, dopo aver eliminato ognuna delle vittime in maniera cruenta, fingerà di essere anch'ella una di esse e farà incolpare Yoshikazu come il solo responsabile di tali omicidi. Così, mentre quest'ultimo viene spedito in un ospedale psichiatrico e successivamente si suiciderà nel seminterrato, ed anche il preside, che in seguito al caso è costretto a chiudere la scuola, si ucciderà gettandosi dal tetto dell'edificio, ella sparirà dalla circolazione, e di lei nessuno avrà più notizie. Anche dopo la demolizione della Heavenly Host, Sachiko e gli altri fantasmi, ricreandola in un'altra dimensione, continueranno ad infestare i corridoi della stessa e ad uccidere in maniera violenta tantissime innocenti vittime. Durante Corpse Party: Blood Covered ella, nei primi capitoli, farà fugaci apparizioni in cui, agli occhi dei protagonisti, apparirà come un alleato e una guida e l'unico fantasma innocuo; ma dopo che si scoprirà la sua vera identità e la sua storia, la bambina esplicitamente cercherà di ostacolarli e, nello scontro finale, in cui i ragazzi troveranno il luogo dove il suo corpo giace, ella tenterà di ucciderli. A quel punto, però, da lei si distacca la sua parte di anima ancora pura e innocente, attraverso la quale, Satoshi e gli altri, riusciranno a sconfiggerla ed esorcizzarla. Inoltre in Book of Shadows verrà rivelato anche la verità sulla sua famiglia, sulla quale aleggia una maledizione per la quale tutti i membri maschili dell'albero genealogico Shinozaki, compreso quindi anche il padre di Sachiko, perdono prematuramente e misteriosamente la vita, e così la stirpe continua ad esistere attraverso il cognome dei membri femminili; infine si scopre che Ayumi Shinozaki fa parte di tale albero genealogico ed è, quindi, una lontana nipote di Sachiko.
Yoshie Shinozaki (篠崎ヨシエ?, Shinozaki Yoshie)
Doppiata da: Ikue Ōtani
La madre di Sachiko. Ella era una donna ventisettenne dai capelli corti neri, infermiera della Heavenly Host School (ed anche a casa sua, come viene mostrato nel capitolo Blood Drive di Book of Shadows) uccisa dal preside Takamine Yanagihori in seguito ad un tentativo di stupro, a causa del quale la spingerà giù dalle scale e, nell'impatto col pavimento, le si spezzerà il collo. In seguito l'uomo ucciderà anche la sua piccola figlia Sachiko, e ne sotterrerà il corpo, mentre farà passare il suo caso come un incidente. Ella quindi, afflitta e arrabbiata per l'ingiusta morte a cui è andata incontro e per il modo crudele con cui ha ucciso anche sua figlia, si lascia attraversare dall'Oscurità, e lancerà una maledizione contro l'uomo e la sua stirpe, di cui, appunto, sarà vittima in seguito anche il figlio Yoshikazu. Sachiko, reincarnatasi vent'anni dopo, per risollevare lo spirito afflitto e solitario della madre, inizierà ad uccidere sempre più vittime per darle compagnia; nel diario che durante il quinto capitolo di Blood Covered Satoshi, Naomi e Yuka troveranno, si potrà vedere il conflitto dell'anima di Yoshie che da una parte chiederà disperatamente alla figlia di smettere di compiere tali atrocità e di spezzare tante vite innocenti, che non vuole che faccia tutto ciò, mentre dall'altra la giustificherà e dirà che, per ciò che le hanno fatto, tutti coloro che compiono violenze ad altre persone, meritano di morire e di soffrire; nonostante, alla fine, realizzerà che Sachiko continua ad uccidere solo per il macabro gusto di farlo, ella comunque continuerà ad amarla e sperare un giorno di poterla riabbracciare. Durante  Blood Covered durante il 5º capitolo ella farà la sua unica diretta apparizione consegnando il diario a Satoshi, mentre apparirà nello stesso gioco anche nel 1º capitolo, sotto forma di ombra oscura, tentando di aggredire e uccidere Naomi. In Book of Shadows verrà inoltre rivelato (nel capitolo Encounter) che qualche anno prima il corso degli eventi di Blood Covered, nei corridoi della Kisaragi Academy aveva aggredito e cercato di uccidere l'allora studentessa Yui Shishido.
Yoshikazu Yanagihori (ヨシカズ柳堀?, Yanagihori Yoshizaku)
Doppiato da: Daisuke Matsuo
Uomo trentaduenne, di altezza media e di stazza robusta; apparirà quasi sempre come spettro, quindi con pelle bluastra, occhi rossi ed aspetto mostruoso. Egli era un insegnante della Heavenly Host molto amato, ma, a causa del doppio omicidio commesso dal padre, Takamine, egli viene coinvolto dalla rabbia delle Shinozaki e viene maledetto, perdendo a mano a mano la capacità di parlare, comunicando soltanto con lamenti e mugolii. Debole mentalmente, viene indotto da Sachiko a compiere il rapimento dei tre bambini, ed in seguito, cadranno su di lui anche le colpe per l'omicidio degli stessi, ma, a causa delle sue condizioni mentali, scamperà alla pena di morte e verrà semplicemente spedito in un ospedale psichiatrico, dal quale, pochi mesi più tardi, scapperà per tornare nella Heavenly Host, e si impiccherà nella stanza antecedente al luogo del delitto. Come fantasma continuerà, anche dopo la demolizione della scuola, ad infestarne i corridoi nell'altra dimensione, uccidendo vittime ignare principalmente col proprio martello. In realtà, come si intuirà dal fatto che risparmia la vita a Yoshiki e, nel capitolo Mire di Corpse Party: Book of Shadows tenterà di fare lo stesso, impietosito dall'ingenuità e la dolcezza di Yuka, egli non ha intenzioni maligne ed è molte volte restio dal compiere omicidi, ma viene forzato e controllato mentalmente ancora da Sachiko.
Oscurità
La vera antagonista del gioco. Essa è la rappresentazione della maledizione della Heavenly Host School che si insinua nelle menti delle persone intrappolate in essa (addirittura quelle morte, come nel caso di Yoshie Shinozaki). Coloro che verranno attraversati dall'oscurità sono persone facilmente suggestionabili e dalla mente fragile, o anche spiriti forti e positivi che, in preda alla disperazione e allo sconforto, perdono la loro forza di vivere e il proprio auto-controllo. Gli effetti dell'oscurità possono essere molteplici: le vittime vengono indotte a perdere totalmente la testa e ad assumere strani e inquietanti atteggiamenti, arrivando anche a suicidarsi, o addirittura a compiere violenza ed uccidere i propri cari. Le vittime di morti orribili e ingiuste possono, come nel caso dei tre bambini rapiti, riempirsi di cieca rabbia e risentimento, e divenire o fantasmi sanguinari o spiriti maligni, che sono indotti ad agire in maniera del tutto differente dalla loro naturale indole. L'oscurità si dimostrerà ben più potente anche della stessa Sachiko; infatti, mentre quest'ultima verrà sconfitta e scomparirà, la maledizione continuerà ad incombere potente sulla scuola e renderà Yuki la "nuova Sachiko".

#### Bambini-fantasma
Sono i fantasmi delle tre vittime del rapimento. Essi vagano per i corridoi della Heavenly Host inseguendo ed uccidendo vittime per vendicare le loro terribili e cruente morti.
Yuki Kanno (菅野由紀?, Kanno Yuki)
Doppiata da: Hiromi Igarashi
La maggiore dei tre (ha 11 anni); da viva ella aveva i capelli castani con frangia e due trecce. Nel rapimento ella è l'ultima a morire, uccisa da Sachiko con continui colpi con le forbici nell'occhio sinistro, ed infatti, da fantasma, ella vaga con un enorme buco al posto dell'occhio, e nelle Wrong Ends ottenibili a causa sua, ella farà seguire alla vittime il suo stesso crudo destino. Quando Ayumi e Yoshiki le restituiscono la lingua, la sua rabbia viene sopraffatta, e diviene un essenziale alleato per gli studenti per uscire dalla scuola maledetta. Pochi attimi prima della fuga dei ragazza dalla Heavenly Host, si vede comparire il vestito rosso (appartenente precedentemente a Sachiko) indosso al fantasma di Yuki, che probabilmente diviene la Nuova Sachiko
Ryou Yoshizawa (吉沢亮?, Yoshizawa Ryō)
Doppiato da: Satomi Moriya
Bambino di 8 anni, con capelli corti e castani. Egli sarà la prima vittima di Sachiko, ucciso con ripetuti colpi di forbici all'addome. Da fantasma egli ha la particolarità di uccidere, in genere, le sventurate vittime che incrociano il suo sguardo con occhi sbarrati, prima paralizzandole, poi sotterrandole vive.
Tokiko Tsuji (辻登紀子?, Tsuji Tokiko)
Doppiata da: Momoko Ohara
La più piccola delle vittime (ha 7 anni), e quella che va incontro alla morte più macabra: Sachiko la colpisce così tante volte con le forbici che le stacca via tutta la parte del cranio al disopra la mandibola, ed il suo fantasma sarà, appunto, privo di testa. Ella, durante il gioco, non sarà causa di nessuna Wrong End, ma viene comunque rivelato nelle testimonianze di alcune vittime che ella è solita uccidere le persone decapitandole.

### Altri personaggi
Takamine Yanagihori (柳堀高峰?, Yanagihori Takamine)
Doppiato da: Taira Kikumoto
Il vecchio preside della Heavenly Host School; egli è un uomo di 58 anni, di statura un po' bassa ma molto robusta, con capelli brizzolati, occhiali e baffi folti. Egli è il responsabile della morte di Yoshie (che tentando di violentare, spinge giù da una scalinata e le spezza il collo) e Sachiko Shinozaki (che ucciderà perché testimone dell'omicidio) e successivamente farà passare la prima come un caso d'incidente, e quest'ultima come un caso di sparizione mai risolto. Le conseguenze di tali cruenti atti è che le Shinozaki maledicono lui e la sua famiglia, e, facendo forza sui suoi sensi di colpa, la bambina gli infesta i pensieri e i sogni a tal punto che quello arriva a dissotterrare il corpo e tagliarle la lingua affinché non dicesse nulla di ciò che ha fatto. Tuttavia a causa dei continui eventi misteriosi e violenti che si susseguono nel corso degli anni nella Heavenly Host School, la cui immagine viene quindi compromessa, il 18 novembre del 1975 egli è costretto a chiuderla; il giorno dopo decide, infine, di mettere fine alla sua vita, gettandosi dal tetto dell'edificio. La sua anima continuerà a vagare per la scuola anche dopo la demolizione della stessa e, in particolare, è costretto a "rivivere" il momento della sua morte per l'eternità.
Kou Kibiki (鬼碑忌コウ?, Kibiki Kō)
Doppiato da: Daisuke Endō
Esperto dell'occulto, mentore e coinquilino di Naho Saenoki; è un uomo di bell'aspetto di 38 anni dai capelli lunghi neri (con un ciuffo colorato di blu) e che indossa un kimono blu scuro. Egli si occupa di una rivista del paranormale chiamata "Strano ma Vero: Storie dell'Occulto" per cui è sempre interessato a nuove storie da far conoscere e descrivere nei minimi in particolari, e giunge quindi a soffermarsi sul caso del rapimento degli studenti della Heavenly Host, in cui egli dopo aver descritto la storia del presunto colpevole Yoshikazu, intuisce che vi è qualcosa di più oscuro e grande sotto, e, grazie anche all'aiuto di Naho, decide quindi di dirigersi direttamente nella dimensione della scuola per raccogliere indizi e risolvere il caso che, come egli afferma, potrebbe cambiare totalmente la considerazione del mondo dell'occulto e fargli ottenere la considerazione che merita. Egli, dunque, assieme all'amico Taguchi, compie il rito (all'insaputa di Naho, che egli vuole proteggere) e inizia a vagare assieme a questo per i corridoi e le classi della Heavenly Host filmando e facendo sempre più importanti scoperte.
Grazie anche alle pagine della sua rivista, sparse per i corridoi dell'edificio, e a due videocassette, gli studenti della Kisaragi riusciranno a scoprire i dettagli macabri dell'omicidio dei tre bambini e, soprattutto, il procedimento giusto per compiere il rito Sachiko Ever After ed uscire dalla scuola. Nel secondo dei nastri, inoltre, si potrà assistere alla sua uccisione (avvenuta in circostanze poco chiare) da parte di Naho, impossessata dall'Oscurità. Il suo corpo, assieme a quello di quest'ultima, potrà essere trovato nel ripostiglio della stanza del custode.
Shougo Taguchi (田久地将五?, Taguchi Shōgo)
Doppiato da: Manabu Sakamaki
È il camera-man di Kibiki, con cui esegue il rito e giunge nella Heavenly Host. Egli, incaricato dall'esperto del paranormale di filmare tutto ciò che vede, in un primo momento rimane affascinato dall'ambiente misterioso; ma ben presto, vedendo sparsi per i corridoi i tanti corpi e sangue molto recenti comincia a sentirsi a disagio fino a quando non perde totalmente la testa quando comincia a sentire e vedere gli spiriti dei bambini. In preda al panico, scappa e inciampa (forse su un cadavere) e quando Kou tenta di raggiungerlo recuperando la sua telecamera, egli, spaventato da qualcosa, corre via. Dopo un po' di tempo egli ritrova la sua telecamera, e torna a filmare gli ambienti della scuola, quando d'improvviso ode delle urla provenire dai bagni del terzo piano; quando egli giunge lì assiste e filma l'omicidio di Seiko ad opera di Naomi (impossessata e guidata da Yoshikazu). Egli, scioccato, cerca di allontanarsi, ma viene raggiunto dalla ragazza, dalla quale scappa via urlando in preda al panico. Fa la sua ultima apparizione (e l'unica diretta) verso la fine del 5º capitolo in cui, nel corridoio sotterraneo della scuola, si imbatte nei protagonisti con cui ha un breve dialogo, prima di vedere Naomi e, terrorizzato, scappare via di nuovo; in seguito, essi, nascosti sotto il tavolo della stanza della Dissezione, lo vedono nascondersi dentro l'armadietto di metallo, e subito dopo trovato ed ucciso da Yoshikazu.
Hinoe Shinozaki (篠崎丙?, Shinozaki Hinoe)
Doppiata da: Rei Matsuzaki
La sorella ventisettenne di Ayumi. È una giovane donna di bell'aspetto, con lunghi capelli castani, occhi azzurri, un ciondolo con uno zaffiro un abito giallo pallido e con maniche verdi sotto il quale si intravede una maglietta color lilla, pantaloni blu e delle ballerine viola (e un altro paio marroni). Hinoe è un maestro psichico dai grandi poteri e con l'abilità di comunicare con gli spiriti, di ascoltare sempre la voce della natura ed è dotata di un senso acuto che le fa percepire ogni piccola variazione di atmosfera. Ella ha sempre un carattere molto tranquillo, posato, gentile e sfoggia sempre un sorriso amichevole. Per le sue mistiche capacità e la presenza rassicurante molte persone, siano essi politici o casalinghe ordinarie, si consultano con lei, compreso sua sorella Ayumi; infatti nell'unica apparizione della donna durante Blood Covered, in uno dei capitoli extra, rassicura ed incoraggia la giovane sorella, intimorita dalla competizione di maestri dell'occulto, a detta sua, più esperti di lei. In  Book of Shadows ella farà una breve apparizione all'inizio del primo capitolo in cui avverte una strana sensazione nell'aria e l'apparente presenza di alcuni spiriti che seguono la sorella. Comparirà, infine, nel capitolo Blood Drive in cui salva Ayumi e Naomi dal rito che queste compiono, e, in seguito, improvvisamente le esploderà la testa, morendo mentre abbraccia la sorellina.
Tsukasa Mikuni (御国 司?, Mikuni Tsukasa)
Doppiato da: Nobuhiko Okamoto
Ex studente della Kisaragi Academy e compagno di scuola di Yui Shishido. Ha capelli a spazzola arancioni con due lunghi ciuffi che coprono il viso, occhi viola chiaro e indossa l'uniforme maschile della Kisaragi Academy. Egli è molto simile a Satoshi, ed è per questo che Yui lo confonderà con quest'ultimo nel capitolo Encounter di Corpe Party: Book of Shadows (l'unico in cui egli compare). Nel sogno di questa, verrà raccontato il giorno in cui conosce Tsukasa e come essi, col tempo, diventano sempre più intimi; egli regalerà alla ragazza una matita porta-fortuna, che la giovane perderà e per la quale tornerà nella scuola per riprenderla, venendo aggredita dal fantasma di Yoshie; Tsukasa, seppure all'inizio non le crederà quando questa manifesta le sue preoccupazioni riguardo alla leggenda Yoshie After School, correrà in suo soccorso appena in tempo. Scampato il pericolo, il giorno dopo, tuttavia, egli non ricorderà ciò che è successo; piuttosto porterà con sé l'amica sul tetto della scuola, ed insieme, mano nella mano, fissando il sole sorgere, promettono l'un l'altra che riusciranno a realizzare i loro sogni (il suo è quello di divenire veterinario). Successivamente non viene specificato cosa gli succede.
Kokuhaku Akaboji (紅星 黒白?, Akaboshi Kokuhaku)
Una misteriosa ragazza dai lunghi capelli blu con la frangetta, grandi occhi grigi e che indossa la divisa della sua scuola, la Misato Municipal Brotherhood High School (abito verde acqua, con un fiocco e linee di colore bianco sul colletto e sulle maniche, ed una gonna viola). Verrà trovata da Satoshi e Yuka durante il terzo capitolo di Blood Covered in un angolino della classe d'arte, nella seconda ala della scuola e nonostante il giovane le si avvicina e tenta di fare la sua conoscenza e di scoprire chi lei fosse, lei non risponde e continua a fissare una parete con sguardo perso e a bocca aperta; se Satoshi proverà ulteriori approcci, ella ripeterà una frase strana e incomprensibile. Nel quinto capitolo, poi, nel punto in cui ella si trovava, vi sarà un'ombra nera sul pavimento, e il suo tesserino d'identità rivelerà che ella è morta afflitta e consumata da una maledizione
Satsuki Mizuhara (水原さつき?, Mizuhara Satsuki)
Doppiata da: Yumi Hara
Una giovane studentessa della Kisaragi Academy Junior High, coetanea, compagna di classe e migliore amica di Yuka Mochida; ella ha gli occhi verdi e capelli castani un po' corti, indossa la stessa divisa di Yuka (anche se sulla parte sinistra, all'altezza della gamba, su di essa vi è un piccolo disegno di un Jolly Roger rosa con le orecchie da coniglio). Ella ha un carattere molto simile a quella di Seiko: è molto allegra e spensierata, divertendosi spesso a prendere in giro la sua amica Yuka ed è anche un po' perversa. Durante la normale storia di Corpse Party non apparirà mai, comparendo solo nello spin off Corpse Party – THE ANTHOLOGY- Sachiko's Game of Love: Hysteric Birthday 2U, in cui sarà uno degli "invitati" nella Heavenly Host.
Takaomi Shimoda (下田?, Shimoda)
Doppiato da: Tomokazu Sugita
Conosciuto anche con il nome Fantasma Gentiluomo, è uno spettro che Nana, Chihaya e Nari incontreranno in uno dei capitoli extra di Blood Covered. Egli si presenterà con atteggiamento garbato e composto, e chiederà loro di trovargli gli occhiali e il cappello che ha smarrito, ed una volta che quelle ritrovano tali cose, egli saluterà loro e tornerà in una delle cabine del bagno dei maschi, ove, afferma, di aver deciso di alloggiare. Durante il primo capitolo dello stesso gioco lo si potrà incontrare aprendo la porta della sua cabina: egli, tuttavia, perderà i suoi modi gentili, scacciando via Naomi e Seiko con voce furiosa.

## Finali
Aldilà dei veri finali di ogni gioco, vi saranno ulteriori tipi di epiloghi alternativi, tra i vari titoli, in cui il giocatore può andare incontro. Le Bad Ends sono, appunto, i finali negativi presenti in Corpse Party PC-98,  Corpse Party -Rebuilt-  e in  Corpse Party Zero, che si ottengono se si farà una scelta sbagliata, non si sarà tempestivi nelle situazioni di pericolo o si verrà catturati dai vari antagonisti, facendo andare i protagonisti incontro alla morte o ad una serie di eventi che comunque porteranno ad un epilogo diverso da quello vero.
Nelle successive versioni del gioco si rischierà, invece, di incappare nelle Wrong Ends che, a differenza delle prime, si possono ottenere attraverso ulteriori modalità (ad esempio dimenticandosi di compiere un'azione o di prendere un oggetto importante) ed inoltre non saranno quasi mai immediate, ma si realizzeranno dopo una lunga serie di sfortunati e, talvolta, sciagurati e macabri eventi. In  Blood Covered e Book of Shadows è possibile andare incontro anche a degli Extra Ends, non propriamente negativi, seppure legati a vicende che porteranno ad un finale alternativo all'originale, in cui sono presentati ulteriori retroscena e avvenimenti a cui non si potrà assistere nel normale svolgimento della storia.

## Adattamenti

### Manga
Dalla serie di videogiochi sono state inoltre adattate numerose serie manga scritte da Makoto Kedouin: 
Corpse Party: Blood Covered (コープスパーティー BloodCovered?, Kōpusu Pātī BloodCovered (BuraddoKabā) ), è l'adattamento dell'omonimo titolo, con illustrazioni di Toshimi Shinomiya, e pubblicato dalla Square Enix da ottobre 2008 fino a novembre 2012, e poi successivamente raccolto in 10 volumi dal 22 aprile 2009 fino al 22 dicembre 2012. La serie è stata tradotta in numerose lingue, tra le quali l'inglese, e il primo volume in tale lingua, pubblicato dalla Yen Press il 24 maggio 2016.
Corpseparty; Musume (コープスパーティー;娘?, Kōpusu Pātī; Musume ) è basato perlopiù su CORPSE-PARTY (e il remake -Rebuilt-) anche se contiene influenze da Blood Covered, ed elementi sessualmente abbastanza espliciti. La serie, illustrata da Mika Orie, e suddivisa in tre volumi, è stata pubblicata dalla Media Factory sulla rivista Monthly Comic Alive dal 22 dicembre 2011 al 23 agosto 2012.
Sempre sulla stessa rivista, e con le illustrazioni di Mika Orie, la Media Factory ha pubblicato in tre volumi, dal 23 agosto 2012 al 22 marzo 2014, Corpse Party: Book of Shadows  (コープスパーティー ブラッドドライブ?, Kōpusu Pātī Bukku obu Shadōzu) adattamento cartaceo dell'omonimo videogioco.
Vi sono poi una serie di serie manga spin off della serie:
Corpse Party: Another Child (コープスパーティーアナザーチャイルド?, Kōpusu Pātī: Anazā Chairudo), pubblicata in 3 uscite dall'Ottobre del 2011 al marzo 2013 sulla Monthly Comic Bladedella Mag Garden. Essa racconta le vicende di alcuni studenti della Satsukiyama Academy, tra i quali la protagonista Tamaki Minase, la sua cotta Yuuma Shindou ed Erina Yuzuki, sua rivale in amore. Dopo la chiusura della loro scuola, gli studenti, seguendo il suggerimento di Tamaki, decidono di rivedersi nella loro aula un'ultima volta, prima di separare le proprie strade, per praticare il Sachiko Ever After, per continuare a stare assieme anche in futuro. Erina, tuttavia, invidiosa della protagonista, decide di invitare l'intera classe al rito, ed in seguito tutti, in seguito ad un violento terremoto, si ritrovano intrappolati nella Heavenly Host. Le vicende della trama si svolgono in contemporanea a quelle di Blood Covered (ed infatti talvolta faranno la loro comparsa alcuni personaggi della serie principale)
Corpse Party CEMETERY0 ~Kaibyaku no Ars Moriendi~   (コープスパーティーCEMETERY0 〜開闢のアルス・モリエンディ〜?, Kōpusu Pātī CEMETERY0 ~Kaibyaku no Arusu Moriendi~), illustrato da Ichihaya, è diviso in due volumi, i quali sono usciti rispettivamente il 22 giugno 2013 e il 17 aprile 2014. La trama è un prequel delle vicende della Heavenly Host che ha per protagonista Naho Saenoki che, come agente dell'occulto, investiga su un misterioso sito web, accessibile solo durante la mezzanotte, contenente un rito che ha causato la sparizione di tutti coloro che l'hanno compiuto.
Corpse Party: Sachiko's Game of Love ♥ Hysteric Birthday 2U   (コープスパーティー サチコの恋愛遊戯♥Hysteric Birthday 2U?, Kōpusu Pātī: Sachiko no Ren'ai Yūgi♥Hisuterikku Bāsudē Tū Yū) composta da Kedouin e la 5pb, e con disegni di Tsubakurou Shibata, è un adattamento dell'omonimo spin off in due volumi, pubblicati sulla rivista Famitsu Comic Clear della Enterbrain, nel settembre 2012 e il 15 gennaio 2015.

### Light novel
Dalla serie sono stati adattati anche alcune light novel, tutte supervisionate da Makoto Kedouin:
Corpse Party BloodCovered: ...Repeated Fear Kizuna no Kyojitsu  ( コープスパーティー ブラッドカバー リピーティッドフィアー 絆の虚実 ?, Kōpusu Pātī BuraddoKabā Ripītiddo Fiā Kizuna no Kyojitsu) è stata scritta da Osamu Murata e illustrata da Zen, e pubblicata dalla Jive Integral il 20 giugno 2011. È un adattamento di Blood Covered, seppure con leggeri cambiamenti nella trama.
Corpse Party: Book of Shadows  (コープスパーティー ブラッドドライブ?, Kōpusu Pātī Bukku obu Shadōzu ) è stata scritta da Teru Arai e Hinako Meguri, e pubblicata dalla Fujimi Shobō il 20 agosto 2011. L'opera, che riprende in maniera molto libera uno dei capitoli del gioco omonimo, ha come protagoniste Naho Saenoki e Sayaka Ooue che, assieme ad altri compagni della Paulownia Academy, durante una notte piovosa si riuniscono per raccontarsi storie di paura. Successivamente si imbattono nello spirito di una ragazza morta per suicidio, fino poi a ritrovarsi intrappolate nella Heavenly Host.
Corpse Party CEMETERY0   (コープスパーティーCEMETERY0 ?, Kōpusu Pātī CEMETERY0 ) è stata composta direttamente da Makoto Kedouin con la collaborazione nelle illustrazioni di Ichihaya e pubblicata nel settembre del 2011 dalla Takeshobo. La light novel si rifà all'omonima serie manga.

### Anime
Dalla serie sono stati tratti anche due OAV ideati da Shōichi Satō e diretti da Akira Iwanaga: 
Corpse Party: Missing Footage  (コープスパーティー Missing Footage?, Kōpusu Pātī Misshingu Futtiji) è uscito in allegato al videogioco spin off Corpse Party -The Anthology- Sachiko no Renai Yuugi Hysteric Birthday 2U il 2 agosto 2012. L'episodio descrive vicende del gruppo di studenti della Kisaragi Academy, antecedenti a quelle di Blood Covered.
Il 24 luglio 2013, infine, è stato pubblicato un altro OAV di 4 episodi chiamato Corpse Party: Tortured Souls, uscito in DVD e Blu-ray anche in America il 26 gennaio 2016. L'anime descrive le vicende di Blood Covered, seppure con qualche modifica degli eventi della trama effettiva.

#### Episodi
| Nº | Titolo italiano (tradotto) Giapponese 「Kanji」 - Rōmaji    | Prima edizione | Prima edizione |
| Nº | Titolo italiano (tradotto) Giapponese 「Kanji」 - Rōmaji    | Giapponese     |                |
| 1  | Separazione multipla 「多重的別離」 - Tajuuteki betsuri     | 24 luglio 2013 |                |
| 2  | Rottura della cerniera 「壊れる蝶番」 - Kowareru choutsugai | 24 luglio 2013 |                |
| 3  | Sentimenti interrotti 「届かぬ想い」 - Todokanu omoi        | 24 luglio 2013 |                |
| 4  | Verità straziante 「哀しき真実」 - Kanashiki Shinjitsu      | 24 luglio 2013 |                |

#### Sigle
- Sigla d'apertura: Hoshikuzu no Ring di Asami Imai
- Sigla di chiusura: Hotarubi di Yumi Hara